# Parque Nacional do Elbrus
O Parque Nacional do Elbrus (em russo:  Приэльбрусье (национальный парк)) (também conhecido como Prielbrusye) está localizado no Monte Elbrus, a montanha mais alta da Europa, com 5.632 metros acima do nível do mar. O relativo isolamento de desfiladeiros íngremes levou a altos níveis de endemismo e biodiversidade. O parque fica nas montanhas centrais do Cáucaso. Num total de 22 parques nacionais no Cáucaso de diferentes nacionalidades, cobrindo 1,8% da região.  O parque está situado no distrito de Elbrussky e no distrito de Zolsky, a sudoeste da República Cabárdia-Balcária da Rússia. 

## Topografia
O Parque Nacional do Elbrus está localizado nos picos e na encosta norte das montanhas centrais do Cáucaso, com áreas da encosta sul, em altitudes que variam de 1400 a 5642 metros. O terreno inclui picos de montanhas e cordilheiras, geleiras, fluxos de lava, bacias de lagos e baixas elevações, um sistema limitado de vales fluviais florestais. O Monte Elbrus fica na fronteira oeste do parque, na fronteira com a República Carachai-Circássia. As nascentes do rio Malka se formam nas geleiras de Elbrus e atravessam um platô abaixo da fonte glacial, fluindo para norte e leste. O rio Baksan flui para o leste da montanha através da camada sul do parque. O limite sul do parque é a fronteira nacional com a Geórgia.  Aproximadamente 155 km 2., ou cerca de 15,3% do território do parque, é geleira ou neve permanente.  

## Ecorregião e clima
O parque está localizado nas florestas mistas do Cáucaso, uma das ecorregiões mais biologicamente diversas do mundo. A diversidade se deve ao encontro de diferentes zonas ecológicas e à variação de altitude.  
Devido à sua altitude, o parque apresenta um clima do Ártico ( classificação climática de Köppen, (ET) ). É um clima local em que pelo menos um mês tem uma temperatura média alta o suficiente para derreter a neve (0 °C (32 °F)), mas nenhum mês com uma temperatura média superior a 10 °C (50 °F).   As temperaturas reais mostram variações extremas, no entanto, devido aos diferenciais extremos de altitude. 

## Flora e fauna
As zonas de altitude conduzem a flora do parque. Nas elevações mais baixas dos vales dos rios, existem florestas profundas de coníferas, principalmente de pinheiros. Neste nível há uma mistura de zimbro, bérberis e rosa selvagem. Nas áreas mais úmidas abaixo se encontram matagais de framboesas silvestres e groselhas. Acima disso, há uma fina faixa de árvores de folha larga e arbustos na zona sub-alpina. Acima, há prados alpinos e, finalmente, neve, rocha e gelo nos níveis mais altos.  
Os mamíferos florestais mais comuns são lobos das estepes, chacais europeus, raposas vermelhas, lince-branco, javalis e ursos pardos sírios . 

## Turismo
O Parque Nacional do Elbrusé um centro de esportes de montanha - esqui, caminhada e escalada. O parque também oferece suporte para camping, passeios em veículos todo-o-terreno e passeios ecológicos. O turismo, tanto para residentes quanto por estrangeiros, é incentivado e existem instalações dentro do parque (existem seis pequenos alojamentos dentro dos limites do parque). O parque encontra-se 90 km a oeste da cidade de Nalchik. 

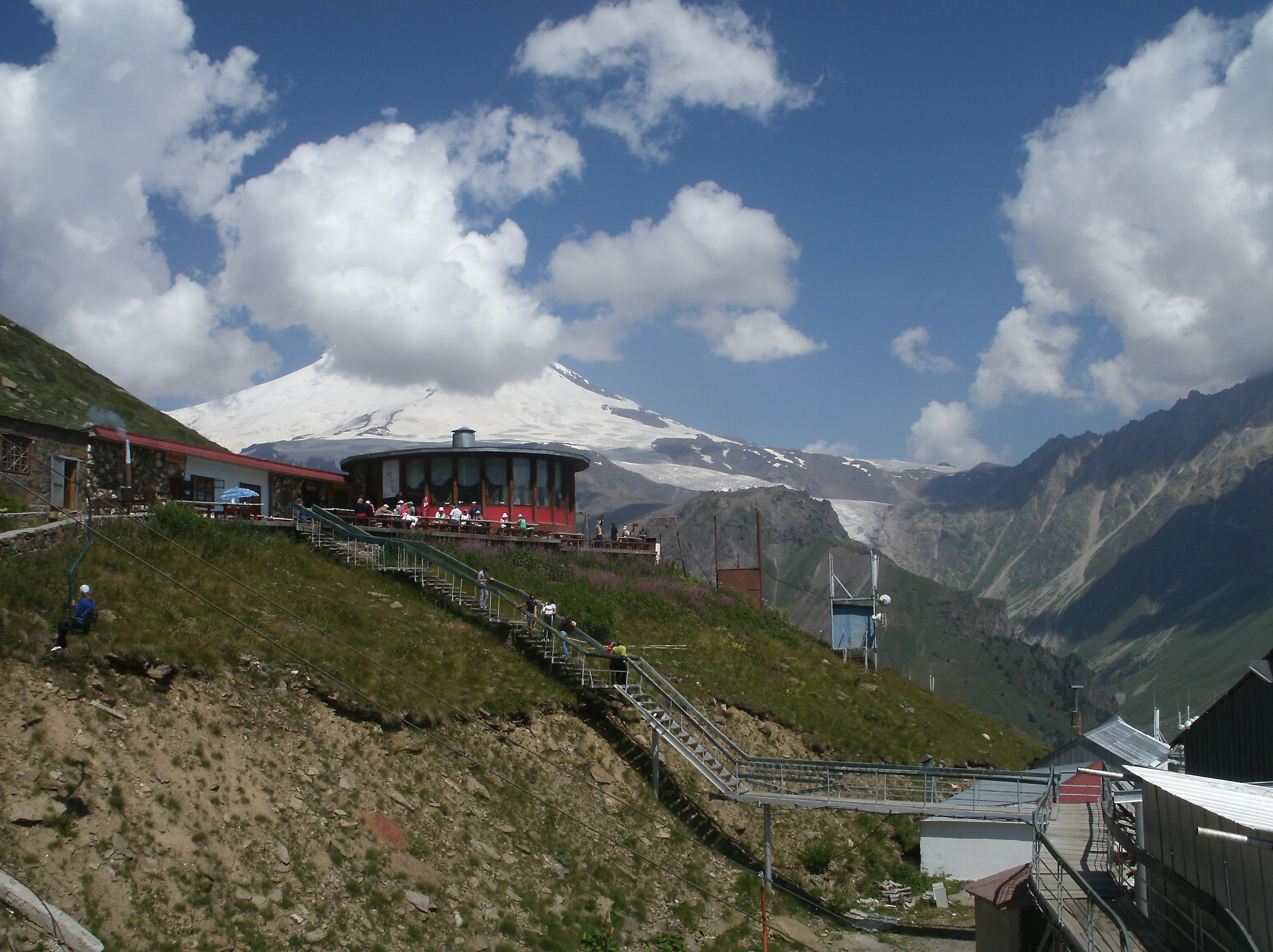
Panorama para o Monte Elbrus, acima do vale do rio Baksan
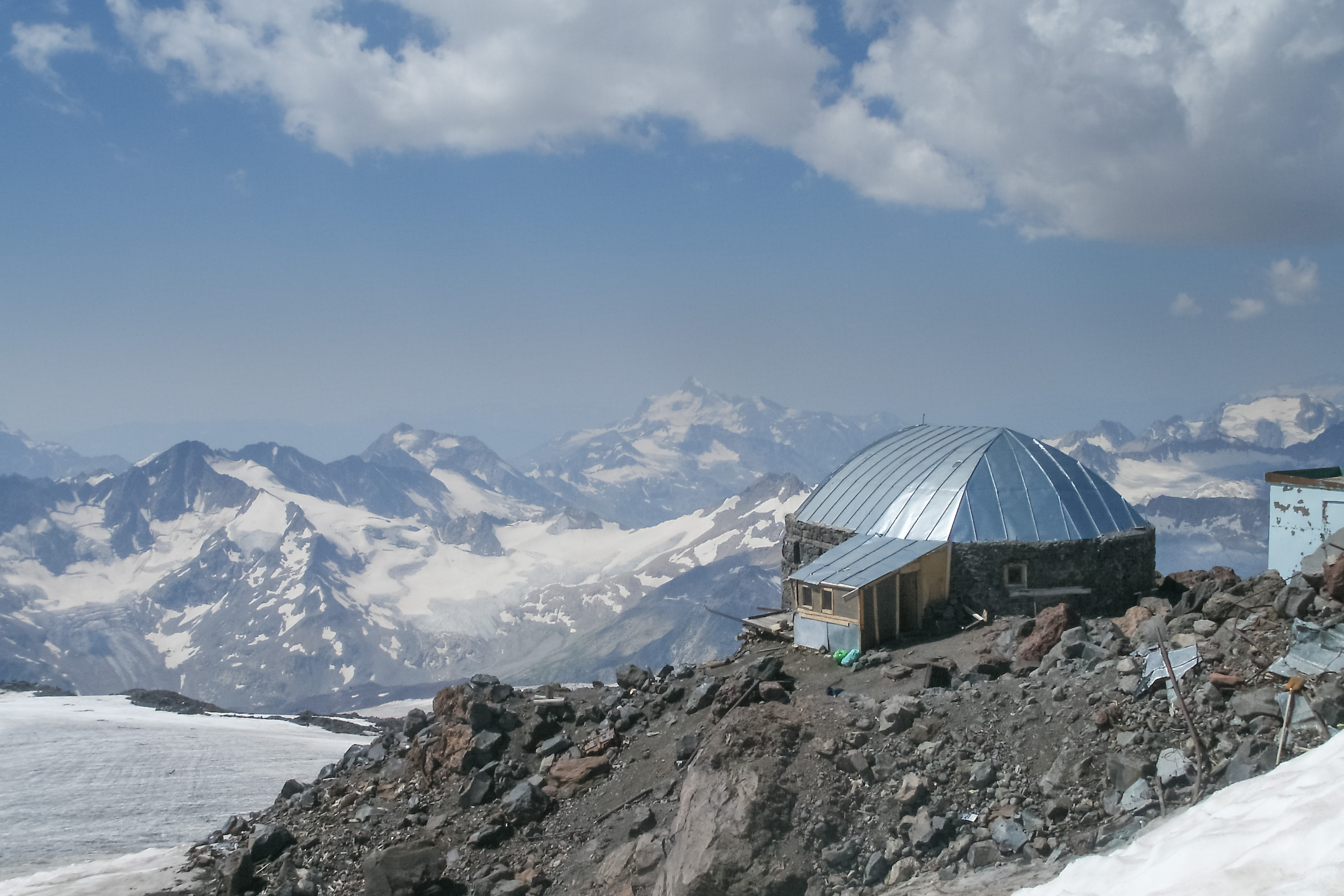
Abrigo 11 no Monte Elbrus
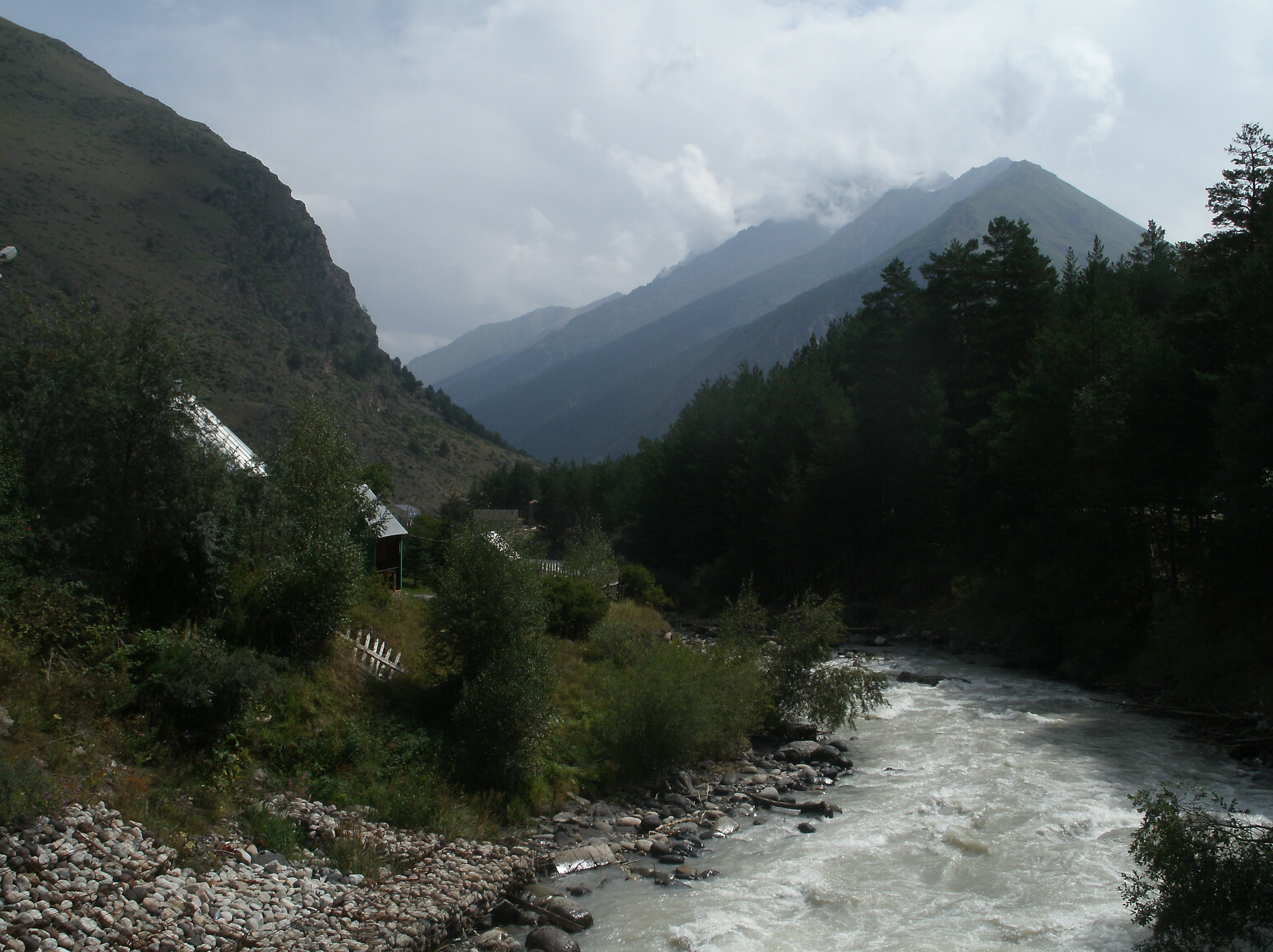
Vale do rio Baksan
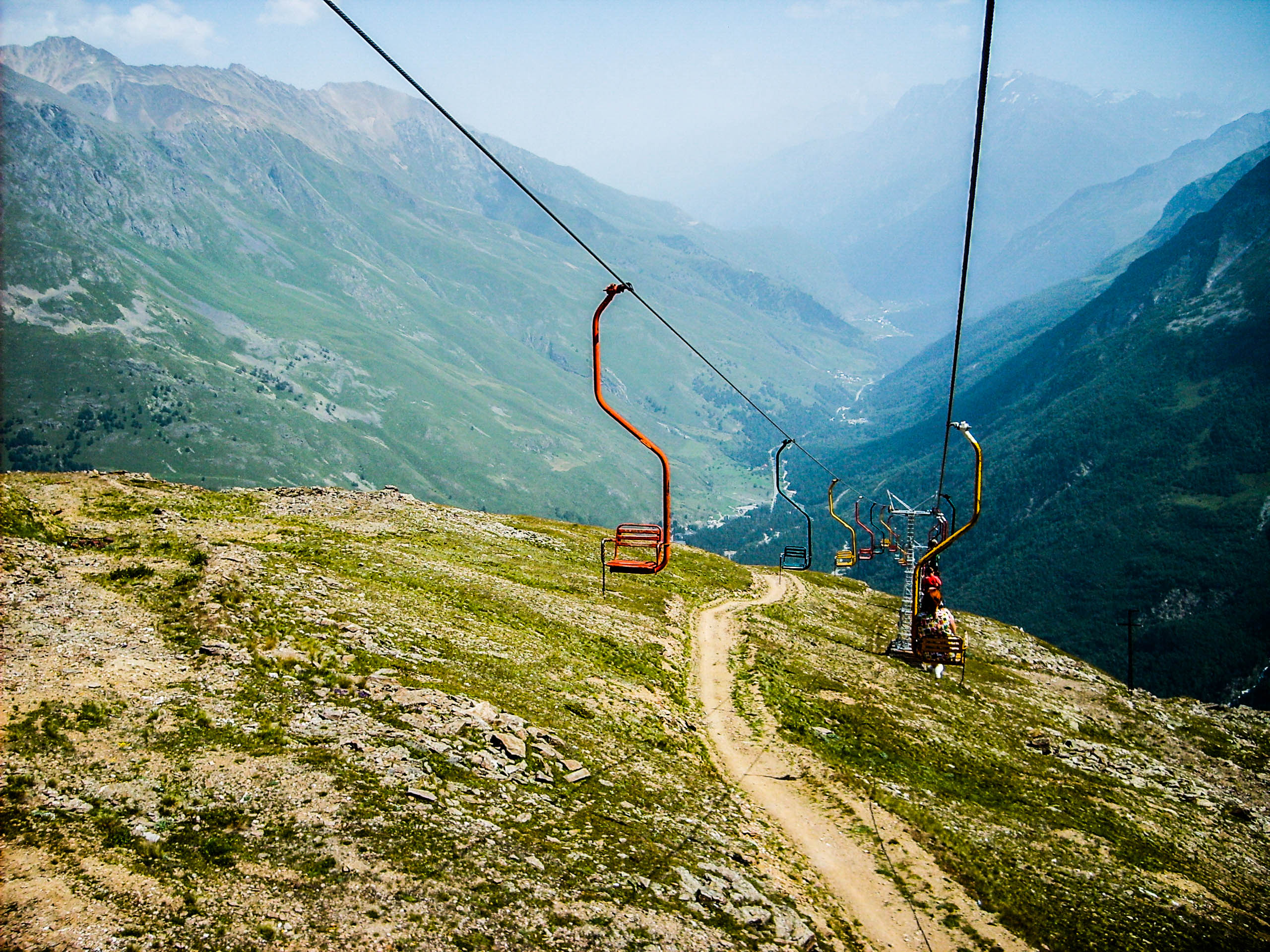
Teleférico na região do Elbrus